# Křováci

Sanové, neboli Křováci, v jižní Africe

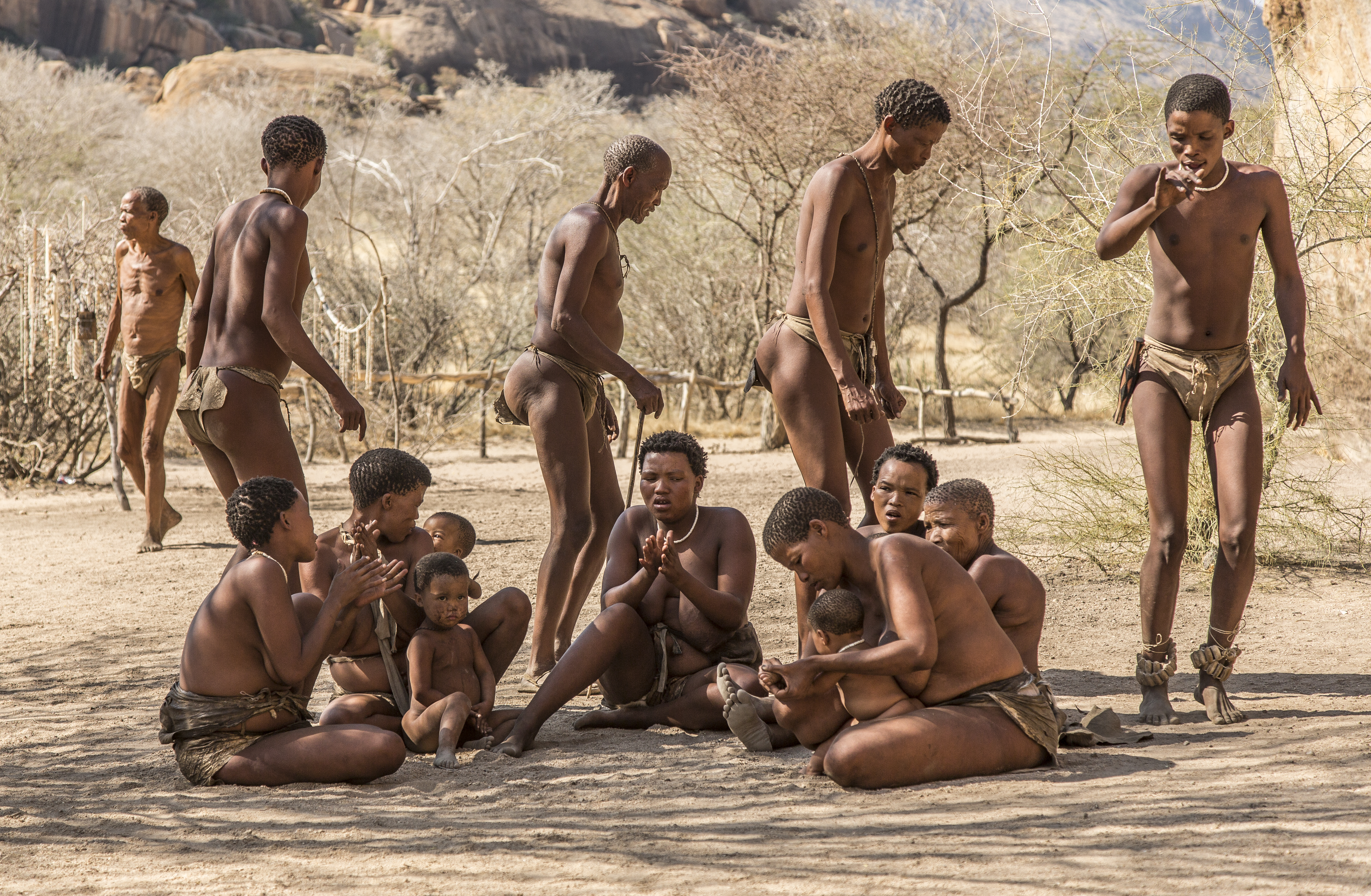
Sanové z Namibie

Křováci (San, Sho, Basarwa, Kung nebo Khwe) jsou původní obyvatelé jižní Afriky, osídlují většinu oblastí Zimbabwe, Lesotha, Mosambiku, Svazijska, Botswany, Namibie a Angoly.
V minulosti obývali celou jižní polovinu Afriky, jak o tom svědčí dochované skalní rytiny a kresby. Byli však zatlačeni bantuskými kmeny a později i bělochy do nejpustších oblastí Namibie a Botswany. Původně byli lovci a sběrači částí khoisanské jazykové skupiny.
Od střední doby kamenné žijí dosud téměř nezměněným způsobem života, který je na velmi nízké civilizační úrovni (neustále putují krajinou a sbírají rostlinné hlízy, hmyz, larvy, červy a měkkýše). V důsledku vládou ustanovené modernizace programů i zvýšenému riziku lovu a sběračského životního stylu byli během 90. let nuceni přejít k chovu.
V první polovině 19. stol. Evropané v Africe obvykle považovali Křováky za nejnižší formu člověka, často je přirovnávali k orangutanům a existuje dokonce příběh o tom, že nizozemští osadníci v Jižní Africe jednoho Křováka zastřelili a jedli jeho maso, protože ho považovali za lovnou zvěř, a ne za člověka.
Dnes žije Křováků asi 50 000. Byli také najímáni armádami, neboť se dokáží přizpůsobit měnícím se přírodním podmínkám (obývají totiž krajinu, kde je v noci zima, ve dne horko a stále tam vane vítr) a sami si najdou potravu.
Mluví různými jazyky, z nichž všechny zahrnují „mlaskavé“ zvuky, zastoupeny písemnými symboly, jako je ! nebo /.

## Etymologie
Křováky lze taktéž pojmenovat termíny San, Khwe, Sho, Bušmeni a Basarwa. Pojem San (Sanové) byl historicky používán jejich etnickými příbuznými a historickými rivaly kmenem Khoikhoi. Jméno 'San' (interpunkční znaky zastupují různé kliknutí souhlásek) pochází z Khoisenského slova sonqua, což znamená „ti bez dobytka“ a byl hanlivý, protože se odlišuje od toho, jak nazývali Khoikhoi sebe, což bylo „První lidé“.
Západní antropologové přijali název San v 70. letech 20. století, odkdy se i nadále tomuto pojmenování dává ve vysokoškolských kruzích přednost. Pojmenování 'křovák' (v nizozemštině Boschjesmans), bylo poprvé použito roku 1652, kdy takto nizozemští osadníci popsali lovce-sběrače, které potkali. Tento výraz se běžně používá, ale liší se názory na to, zda je vhodný, protože je někdy vnímán pejorativně.
Angola nemá pro Sany oficiální termín, ale někdy jsou označováni jako Křováci, Kwankhala nebo Bosquímanos (portugalský výraz pro Křováka). V Lesothu jsou označováni jako Baroa, což je oblast, odkud Sesothský název Jižní (Boroa) pochází. Ani Zambie a také Zimbabwe nemají oficiální název, i když v tomto případě se někdy používají pojmy Amasili a Batwa.
V Botswaně se oficiálně používá termín Basarwa, který je pro některé skupiny Křováků částečně přijatelný, přestože Basarwa a označení v jazyce Tswana má také negativní význam.

## Raná historie
Přibližně před 60 000 lety tvořily národy subsaharské Afriky jeden kmen, pravděpodobně pokolení Khoe/San. Lidé mluvící bantusky byli také odnoží tohoto pokolení. Kolem roku 1000 př. n. l. se Bantuské kmeny začaly rozšiřovat do Křováky obydlených oblastí a tlačily je do více nehostinných míst, jako je poušť Kalahari.
Křováci mají ranou, vyspělou kulturu, svědčí o tom archeologické údaje. Například před 10000 až 20000 lety migrovali z regionu Botswany na jih až k masívu Waterberg. Opustili skalní malby v oblasti Lapala Wilderness a Goudriver zaznamenávající jejich život a dobu, včetně charakteristik nosorožců, slonů a různých druhů antilop.

## Původ
Křováci poskytli množství informací nejen na poli antropologie a genetiky, ale také na poli týkajícího se změn jejich životního stylu. Podle Dr. Bena Smithe nasvědčují genetické důkazy tomu, že jsou Sanové jedním z nejstarších, ne-li dokonce nejstarší národ na světě. Jejich existence se vrací až 60 000 let zpět.
Mají genetické stopy, které nemá nikdo jiný na světě, a ty je řadí do kořenů rodokmenu lidské rasy – jsme s nimi ve vztahu, ale nejsou s námi úzce příbuzní. Mají jedinečné znaky, které my nemáme. Genetické důkazy naznačují, že jejich předkové předcházeli genetickým změnám zbytku lidské populace.
Podle Spencera Wellse u nich mohou lidé nakonec dohledat své genetické dědictví.
Studie DNA z roku 2016 zjistila, že předci Sanů se začali oddělovat od ostatních lidských populací v Africe asi před 200 000 lety a byli plně izolováni před 100 000 lety.

## Fyzické znaky

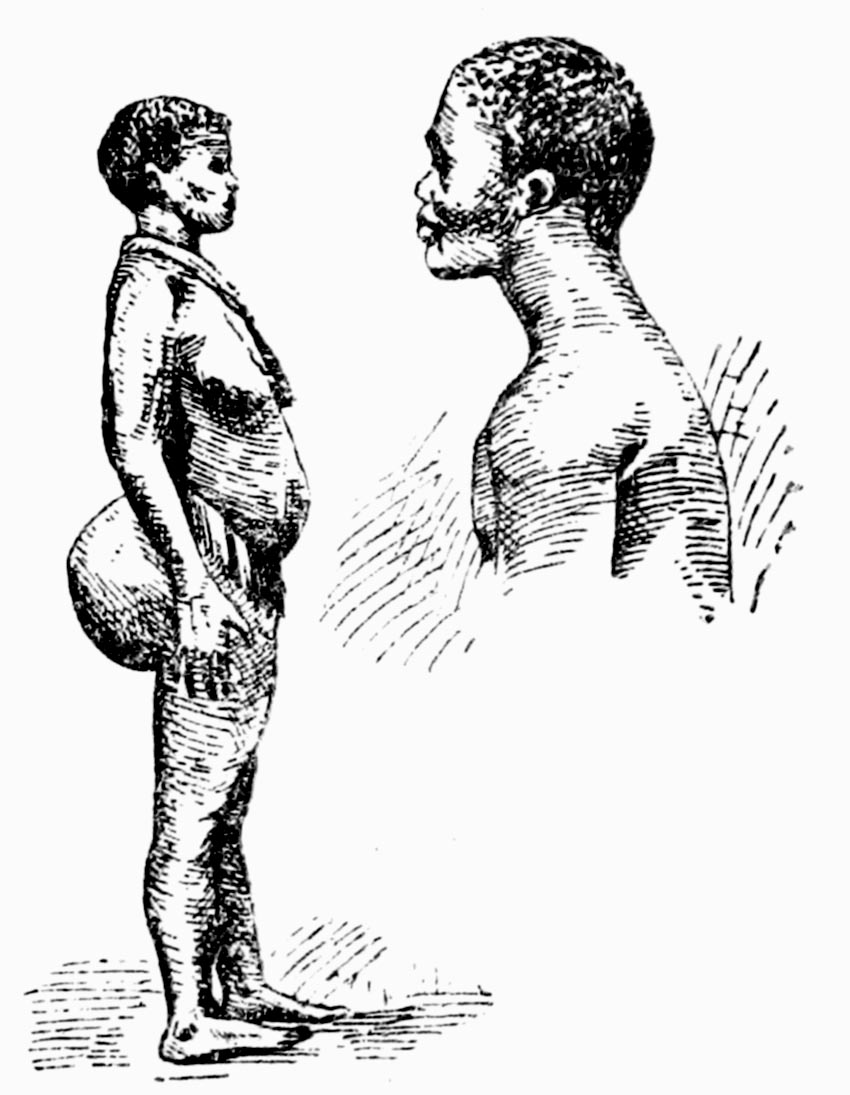
Steatopygie

Křováci jsou malého vzrůstu, výška je jen okolo 145 cm, přičemž jejich trup je relativně dlouhý, zatímco končetiny jsou krátké (velmi malé jsou ruce a chodidla). Kůže Křováků je vrásčitá, což je způsobeno nedostatkem vody (ve vráskách se totiž udržuje stále vlhkost, takže se nemůže vysušovat pleť) a malým výskytem podkožního tuku. Jejich vlasy jsou kudrnaté, velmi krátké a shlukují se v drobné chomáčky. U žen je silně vyvinuta steatopygie (hromadění podkožního tuku v oblasti hýždí).

## Společnost

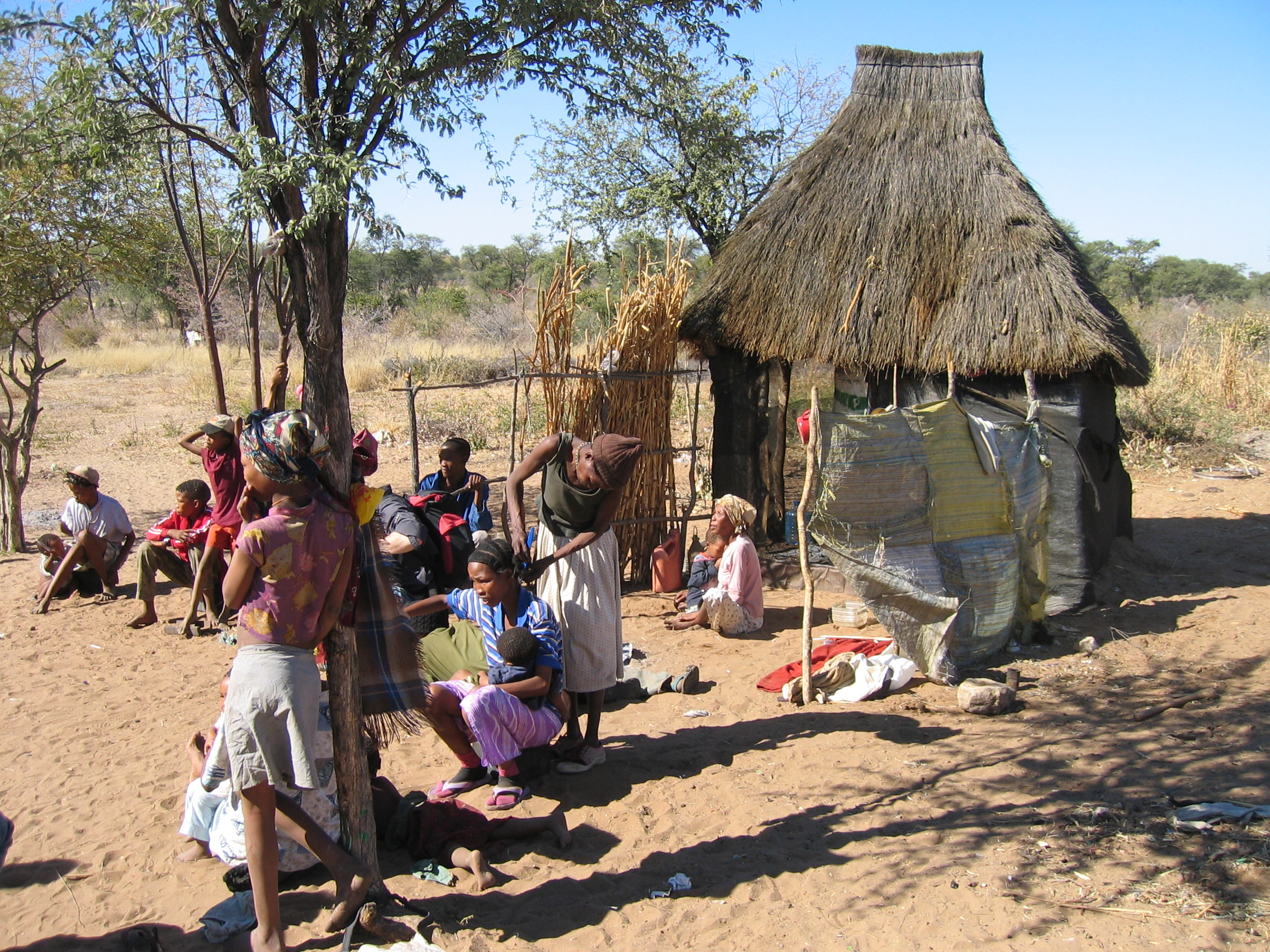
Křovácká chatrč, Namibie, 2005

Sanové jsou tradičně rovnostářská společnost. Status velitele se dědí, autorita náčelníků je však omezena a Křováci se místo toho rozhodují mezi sebou na základě dohody.
Postavení žen je relativně rovné. Kvůli stravě velmi chudé na tuky mají ženy obvykle první menstruaci pozdě a počínají děti až kolem 18–19. roku života. Kvůli nedostatku mateřského mléka a velkým migracím, které ztěžují péči o dítě, jsou věkové rozdíly mezi dětmi zhruba 4 roky.
Děti jsou velmi dobře vychované a vlídně se s nimi zachází. Tráví velkou část dne hraním s ostatními dětmi a nejsou rozděleny podle pohlaví. Také je nikdo neučí, aby se musely podřizovat, či byly kruté vůči druhému pohlaví.
Ženy sbírají kořínky a náhodně nalezené plodiny a muži loví pomocí otrávených šípů a kopí antilopy. Tyto „hony“ často trvají celé dny, ale oddech je pro Křováky také velmi důležitý.
Nástroje si vyrábějí z kostí, trávy, rostlinných vláken a dřeva. Protože žijí v oblastech s nedostatkem vody, nechovají ani dobytek ani psy.
Tráví velké množství času konverzací, legrací, hudbou, posvátným tancem. Nemají vesnice, jejich obydlí jsou dočasná a zhotovují je z trávy nebo ze dřeva, které shromáždí. Někdy se nezdržují ani tím a jenom si kolíky vyznačí prostor svého dočasného pobytu. Křováci se neustále stěhují a hledají začínající zeleň. Přístřešky formují do kruhu v blízkosti stálého vodního zdroje. Všechen svůj nepatrný majetek nosí stále s sebou. Mnoho Křováků, kteří byli nuceni opustit své pozemky, nyní žije v osadách v oblastech, které jsou nevhodné pro lov a ani sběr – pomáhají si tím, že pěstují potraviny, nebo pracují na rančích.

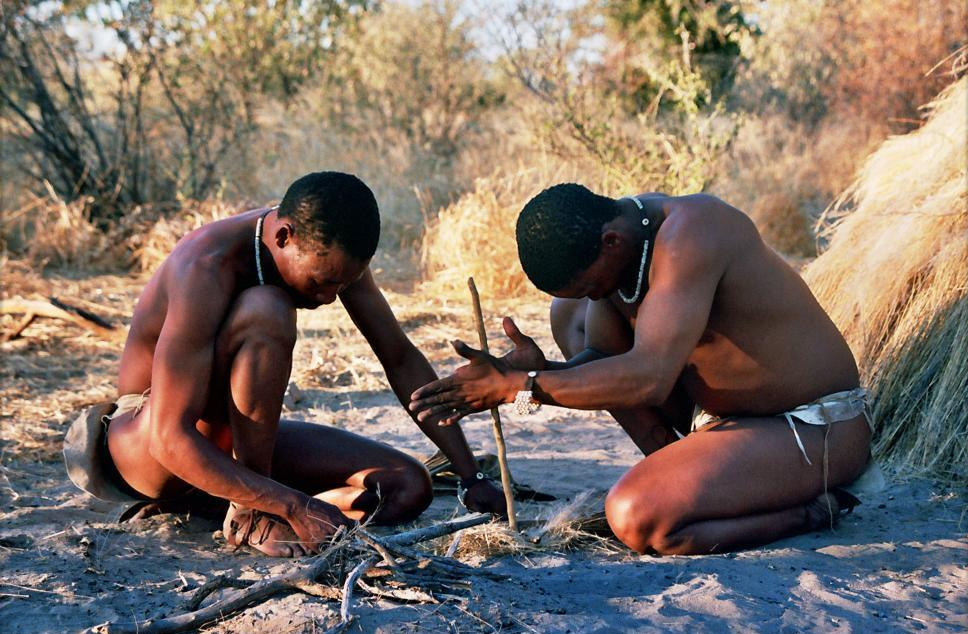
Tradiční metoda rozdělávání ohně Sany

## Umění
Sanové mají nejdéle pokračující tradiční umění na světě. Obecnými rysy jihoafrického umění Sanů jsou představy, které pronikají celým jejich poznáním všech možných oblastí.
Mezi skupinami Sanů je nejdůležitější rituál Velký tanec. V tomto tanci si Sanové navodí trans (říkají, že zapřahují jakousi duchovní sílu, která je jako elektřina). Tuto energii používají při léčení, lovu, odstraňování společenského napětí a k přivolání deště. Jsou to aspekty odrážející se v jeskynním umění Sanů částečně proto, že má pro Sany tento tanec velký význam, ale také proto, že výroba jeskynního umění se zdá být součástí transu.
Obrazy jeskynního umění nejčastěji zachycují spíše jen části tance než celé taneční scény. Rysy tohoto zvláštního tance jsou: jednotlivec či malé skupinky tanečníků se ohýbají dopředu, nosí taneční chřestítka, drží ocas pakoně žíhaného nebo taneční hole, ale také krvácejí z nosu.
Kolem těchto částí tance jsou umístěna zvířata, ale nejde jen o náhodný výběr zvířat. Jsou to zvířata, která mají zvláštní nadpřirozenou sílu, a tato zvířata se pak na malbách často opakují. Patří k nim především antilopa losí, pokládaná za oblíbené zvíře boha Kaggena (Kudlanka, Mantis). Sanové z těchto zvířat v tanci čerpají sílu a jeskynní malby to někdy ukazují. Tanečníci jsou zobrazováni se zvířaty, také například s kopyty, či hlavami, což znázorňuje jejich sílu.
Umění také ukazuje jiné magické a světské věci jako dešťová zvířata (personifikované dešťové mraky a déšť, většinou v podobě nosorožce či buvola), monstra a lidské duše, které se setkaly s tanečníky na svých cestách z těla ven. Umění Sanů tedy máme chápat jako hluboce duchovního umění, které spojuje a s ostatními sdílí duchovní poučení Sanů a zkušenosti generací.

## Spor s vládou Botswany o půdu předků

Křovák z Botswany

V polovině Botswany leží Centrální přírodní rezervace Kalahari (CKGR), rezervace vytvořená k ochraně tradičních území 5000 Ganů, Gwiů, Tsila Křováků (a jejich sousedů Bakgalagadi) a přírody, na které jsou závislí. Počátkem 80. let 20. století byly v rezervaci objeveny diamanty. Brzy nato bylo Křovákům vládními ministry nařízeno, aby tuto rezervaci kvůli nálezu diamantů opustili.
Od poloviny 90. let 20. století začala vláda Botswany zavádět politiku přemístění, jejímž cílem bylo přesunout Křováky z pozemků jejich předků v Přírodní rezervaci do nově vytvořených sídel. Ve třech velkých odsunech, které proběhly v letech 1997, 2002 a 2005, byli téměř všichni Sanové vytlačeni. Jejich domovy byly demontovány, školy a zdravotní střediska byla uzavřena, jejich zásobárny vody byly zničeny a zastrašení lidé byli odvezeni pryč.
Nyní žijí v obnovených táborech mimo území rezervace. Málokdy jsou schopni něco ulovit a pokud tak učiní, jsou zatčeni a zbiti, jsou závislí na vládních almužnách. Navíc jsou chycení do spárů alkoholismu, nudy, depresí a nemocí, jako je TBC a HIV/AIDS. Pokud se nevrátí na území svých předků, jejich unikátní společnost a způsob života budou zničeny a mnoho z nich zemře.
Přestože vláda kategoricky popřela, že by bylo přemísťování nucené, nedávný rozsudek soudu potvrdil, že přesidlování bylo protiústavní a protizákonné a obyvatelé byli násilně vyhnáni.
Oficiální důvody vlády pro přijetí této politiky jsou, že postupem času bylo zřejmé, že mnozí obyvatelé z CKGR již byli nebo si přáli stát se usedlými zemědělci, pěstovat plodiny a chovat hospodářská zvířata, a že se lov a sběr staly zastaralými prostředky k udržení jejich životních podmínek.
Odpůrci této politiky tvrdí, že vládní záměr byl vyčistit oblasti (ve velikosti Dánska) pro lukrativní cestovní ruch a pro těžbu diamantů. To je však na oficiální vládní internetové stránce usilovně popíráno.
Tito odpůrci dále uvedli, že skupina Křováků jako celku má pouze nepatrný hlas v národním politickém procesu a nepatří mezi skupiny kmenů uznané v ústavě Botswany.
V průběhu generací mají Křováci z jižní Afriky i nadále splývat s africkým obyvatelstvem, zejména s podskupinou Griqua, kde jsou lidé mluvící převážně Khoisansky, a také mají některé unikátní kulturní znaky, které je staví mimo zbytek Afričanů.

### Rozhodnutí soudu
Dne 13. prosince 2006 vyhráli Křováci v dlouhotrvajícím případu historicky první soudní spor proti vládě. Soud počínání vlády označil jako „nezákonné a protiústavní“. Bylo také zjištěno, že Křováci byli vládou „násilně a neoprávněně zbaveni svého majetku“. Přestože jsou Křováci v Botswaně nejchudšími občany, případ se stal nejdelším a nejdražším v dějinách země.
Nicméně soud nedonutil vládu poskytnout Sanům služby, jako je především voda pro ty, kteří se vrátili do rezervace. Od roku 2006 bylo více než 1000 Křováků určeno k návratu do své rezervace, jedné z největších Afrických chráněných přírodních rezervací. Ale pouze malému počtu domorodců se to skutečně podařilo.
V dubnu 2008 kritizoval Mezinárodní soud pro lidská práva (UNHRC) Botswanskou vládu za to, že nepovolila některým Sanům návrat. I přes prohru u soudu udělala vláda vše, co mohla, aby jim jejich návrat znemožnila.
Mezi jinými jim zakázala používat vodu z vrtu, odmítla vydat jednorázové povolení k lovu na jejich pozemku (navzdory rozhodnutí vrchního soudu Botswany v prosinci, že její odmítnutí vydat povolení bylo nezákonné). Kvůli lovu zvěře bylo zatčeno více než 50 Křováků, zakázala jim přivést svá malá stáda koz zpět do rezervace. Stovky se jich stále trápí v obnovených táborech, neschopni nebo příliš vystrašeni vrátit se domů, a těm, co odešli zpět na území předků, se snaží znemožnit život.

### Diamanty
Křováci, Survival (mezinárodní organizace pro ochranu kmenů) a mnoho dalších pozorovatelů se domnívají, že Křováci byli vypuzeni proto, že je jejich země je bohatá na diamanty. Jejich rezervace leží uprostřed nejbohatší diamanty produkující oblasti na světě. V rezervaci je nejméně jedno hlavní diamantové naleziště Křováckou komunitou nazývané Gope. V rezervaci se nachází i mnoho dalších sopečných hornin obsahujících diamanty.
Společnost De Beers prodala v květnu 2007 svá naleziště Gope jiné společnosti Gem Diamonds za 34 milionů dolarů. Nejvyšší výkonný ředitel Gem Diamonds nazývá Gope problematickým majetkem společnosti De Beers, právě kvůli kampani Křováků. Gem Diamonds veřejně prohlásil, že obsahuje více než 2,2 miliardy dolarů v diamantech (v cenách roku 2007) a hodlá dále rozvíjet důl Gope, kde jsou ekonomické podmínky velmi příznivé.
Vláda Botswany je v tuto chvíli v procesu schvalování dolu, ale již prohlásila, že Gemu nesmí poskytovat Křovákům vodu. Přesto ale vyhradila právo užívat vodu z vrtů Gemu volně žijícím zvířatům.

### Zákaz používání vody v rezervaci
Jedním ze způsobů, jakým vláda Botswany znemožňuje většímu množství Křováků návrat do Centrální přírodní rezervace Kalahari, je přerušení dodávek vody. Před vystěhováním získávali Křováci vodu z vrtu komunity Mothomelo. Cisterna přivážela vodu do ostatních osad jednou za měsíc. Během vystěhovaní vláda zastavila tuto službu, odstranila všechny vodní zásobníky a vzala vrtům čerpadla, bez nichž jsou k ničemu.
Křováci se vrátili do rezervace před i po svém vítězství u soudu. Získávali vodu z „pánví“ – deštěm plněných proláklin v písku, z melounů a kořenů. V suché sezóně je život nesmírně obtížný, nejméně jedna žena zemřela na vyhladovění a žízeň. Vláda zakázala Křovákům znovu otevřít a používat vrty, a to i přesto, že obyvatelé buše nabídli, že zaplatí náklady provozu.
Diamantovým společnostem je však povoleno používat jakoukoli vodu, kterou budou potřebovat, a dokonce naznačil, že firmy mohou safari společnosti vyhloubit nové vrty pro volně žijící zvířata.